# Közönséges fürkészlégy
A közönséges fürkészlégy (Tachina fera) a Tachinidae családnak a Tachina nemzetségébe tartozó légyfaj. Carl Linnaeus írta le először 1761-ben.

## Előfordulása
Ez a faj előfordul az egész palearktikus birodalomban, Európában északon egészen Skandináviáig és Oroszország európai részéig, ezen kívül Izraelben és Észak-Ázsiában, keletre Kínában, Mongóliában, Koreában és Japánban, valamint Észak-Afrikában is jelen van.

## Élőhelye
Párás vidékek, rétek, erdők, erdők, erdőszélek, tisztások, fenyvesek és lápok, valamint természetes kertek növényzetében élnek.

## Szaporodása
Ezen legyek éjjeli lepkék hernyóin élősködnek, de a hernyó helyett a hernyó által megrágott növényre petéznek. A petéből kikelő apró légylárvák egy újabb lepkehernyó hozzájuk tévedéséig várnak, amikor is belefúrják magukat.

## Fordítás
Ez a szócikk részben vagy egészben  a   Tachina fera című angol Wikipédia-szócikk ezen változatának fordításán alapul.  Az eredeti cikk szerkesztőit annak laptörténete sorolja fel. Ez a jelzés csupán a megfogalmazás eredetét és a szerzői jogokat jelzi, nem szolgál a cikkben szereplő információk forrásmegjelöléseként.